# Aly Lotfy Mahmoud
Aly Mahmoud Lotfy (6 de outubro de 1935 - 27 de maio de 2018) foi um político egípcio que serviu como Primeiro-ministro do Egito, de 4 de setembro de 1985 a 9 de novembro de 1986.

## Vida
Lutfi é formado em economia pela Universidade Ain Shams no Cairo. Depois de receber seu doutorado (Lausanne 1963) e sua habilitação, ele trabalhou como professor universitário antes de ser Ministro das Finanças por vários anos.

Em 4 de setembro de 1985, Lutfi foi nomeado primeiro-ministro para suceder Kamal Hasan Ali. Como não conseguiu estabilizar a economia do país, foi substituído em 10 de novembro de 1986 por Atif Sidqi.